# Joueurs de flûte
Joueurs de Flûte for fløjte og klaver, opus 27 (Joueurs de flûte op. 27 pour flûte et piano (1924)) er et værk af den franske komponist Albert Roussel fra 1924. Det er ikke Roussels eneste værk for fløjte men så absolut det mest spillede.
Værket består af fire satser, der tilsammen danner noget der minder om en sonatine. Alle fire satser er navngivet efter en fløjtespiller i litteraturen (titlen betyder 'fløjtespillere') – og ikke blot de vestlige; Roussel var interesseret i kulturer fra hele verden og rejste blandt andet til fjernøsten for at lade sig inspirere. Udover at navngive stykkerne efter mytiske fløjtenister, dedikerede Roussel også de enkelte stykker til en samtidig fløjtenist.
1. "Pan"
"Pan" er navngivet efter en gud i græsk mytologi, der ofte er afbilledet spillende på fløjte og efter hvem, panfløjten er navngivet. Stykket bruger den doriske skala (med lav terts og septim), der blev anvendt i det antikke Grækenland. Stykket er dedikeret til Marcel Moyse (en fløjtenist som har fået tilegnet sig mange værker)
2. "Tityre"
Dette stykke er navngivet efter den heldige hyrde i Vergils Bucolica (eller Ecolage). Den er den korteste af de fire satser og spiller tilnærmelsesvis rollen som scherzo, hvis værket betragtes som sonatine.[kilde mangler] Stykket er dedikeret til Gaston Blanquart (1877–1963), en fløjtenist der underviste ved Conservatoire de Paris.
3. "Krishna"
Hinduguden Krishna er den mytologiske fløjtespiller bag denne sats, formentligt med reference til perioden i hans ungdom som guddommelig hyrde, hvor Krishna spillede fløjte og derved tryllebandt mennesker og dyr. I musikken anvender Roussel en typisk nordindisk skala (Raga Sri, med lav sekund og sekst, forhøjet kvart, ren kvint, stor terts og septim) fra den region, han besøgte i 1909.[2] "Krishna" er dedikeret til Louis Fleury, som Claude Debussy også dedikerede sin Syrinx til.
4. "Monsieur de la Péjaudie"
I Henri de Régnier roman La Pécheresse (Den syndige kvinde) hedder helten Monsieur de la Péjaudie. M. de la Péjaudie er en fantastisk fløjtenist, men er mere interesseret i narre kvinder end spille på fløjte. Roussel havde allerede tidligere sat musik til nogle digte af Régnier, som han værdsatte højt. "Monsieur de la Péjaudie" er dedikeret til Philippe Gaubert, en fløjtenist, dirigent og komponist som primært skrev for fløjten.